# Comănești (stacja kolejowa)
Comănești (rum: Gara Comănești) – stacja kolejowa w miejscowości Comănești, w Okręgu Bacău, w Rumunii. Stacja jest obsługiwana przez pociągi CFR Călători. Znajduje się na linii kolejowej Adjud – Siculeni.
Budynek dworca widnieje na liście obiektów zabytkowych okręgu Bacău.

## Linie kolejowe
- Linia Adjud – Siculeni
- Linia Comănești – Moinești